# Großsteingrab Baldersbrønde
Das Großsteingrab Baldersbrønde war eine megalithische Grabanlage der jungsteinzeitlichen Nordgruppe der Trichterbecherkultur im Kirchspiel Høje Tåstrup in der dänischen Kommune Høje-Taastrup. Es wurde im 19. Jahrhundert zerstört.

## Lage
Das Grab lag nordnordöstlich von Baldersbrønde auf einem Feld zwischen Holbækmotorvejen und Teglevej.

## Forschungsgeschichte
1853 wurden Funde aus dem Grab geborgen. Im Jahr 1889 führten Mitarbeiter des Dänischen Nationalmuseums eine Dokumentation der Fundstelle durch. Zu dieser Zeit waren keine baulichen Überreste mehr auszumachen.

## Beschreibung

### Architektur
Die Anlage besaß eine runde Hügelschüttung unbekannter Größe. Über eine mögliche steinerne Umfassung ist nichts bekannt. Der Hügel enthielt eine Grabkammer, über die keine näheren Angaben vorliegen.

### Funde
Aus dem Grab wurden drei Feuerstein-Dolche und ein dünnblattiges Feuerstein-Beil geborgen. Die Funde wurden dem Dänischen Nationalmuseum übergeben, heute ist aber nur noch ein Dolch erhalten.